# Kōhei Yamamichi
Kōhei Yamamichi (japanisch 山道 高平 Yamamichi Kōhei; * 11. Mai 1980 in der Präfektur Aichi) ist ein ehemaliger japanischer Fußballspieler.

## Karriere
Yamamichi erlernte das Fußballspielen in der Jugendmannschaft von Nagoya Grampus Eight. Seinen ersten Vertrag unterschrieb er 1999 bei den Nagoya Grampus Eight. Der Verein spielte in der höchsten Liga des Landes, der J1 League. 2001 wechselte er zum Zweitligisten Sagan Tosu. Für den Verein absolvierte er 119 Ligaspiele. Danach spielte er bei den Banditonce Kobe. Ende 2007 beendete er seine Karriere als Fußballspieler.

## Erfolge
Nagoya Grampus Eight
- Kaiserpokal

Sieger: 1999